# (7731) 1978 UV
(7731) 1978 UV es un asteroide perteneciente al cinturón de asteroides, descubierto el 28 de octubre de 1978 por Henry Lee Giclas desde la Estación Anderson Mesa (condado de Coconino, cerca de Flagstaff, Arizona, Estados Unidos).